# Zemljopis Sarajeva
Nakon postizanja Daytonskog sporazuma ozemlje predratnog Sarajeva (devet općina, površine 2049 četvornih kilometara) podijeljeno je na dvije cjeline: Grad Sarajevo i Istočno Sarajevo. Četiri općine Grada Sarajeva (općina Stari Grad, općina Centar, općina Novo Sarajevo, općina Novi Grad ) ušle su u veću aministrativnu jedinicu - Sarajevsku županiju.

## Zemljopis Grada Sarajeva
Grad Sarajevo, s pripadajuće četiri općine, smješten je na obalama rijeke Miljacke, u amfiteatru koji s tri strane okružuju planine Bjelašnica  (2067 m nadmorske visine), Igman (1502 m), Trebević (1627), te brda Grdonj i Hum.
Prosječna nadmorska visina samog grada je oko 510 metara.  
Površina Grada Sarajeva iznosi 141,5 četvornih kilometara, a granične zemljopisne koordinate su: na zapadu 18.016 istočne zemljopisne dužine, na istoku 18.027 ist. zemlj. duž., na sjeveru 43.053 sjeverne zemljopisne širine i na jugu 43.047 sjeverne zemljopisne širine.

## Zemljopis Istočnog Sarajeva
Istočno Sarajevo, s pripadajućim općinama, proteže se na 1450 četvornih kilometara, a zemljopisne koordinate su mu 43.493 sjeverne zemljopisne širine i 18.216 istočne zemljopisne dužine. Klima kojoj je izloženo Istočno Sarajevo varira od umjereno kontinentalne do oštre planinske.      

## Planine Sarajevske regije
- Bjelašnica, 2067 m
- Igman, 1647 m
- Trebević, 1627 m
- Jahorina
- Sarajevski Ozren
- Romanija
- Visočica
- Treskavica, 2088 m